# Figuren aus dem CSI-Franchise

Das Logo des Originals CSI: Den Tätern auf der Spur

Dieser Artikel beschreibt die wichtigsten Figuren im CSI-Franchise. Diese Beschreibungen beziehen sich auf die Figuren aus den Serien CSI: Den Tätern auf der Spur, CSI: Miami und CSI: NY.

## CSI: Den Tätern auf der Spur

### Dr. Gilbert „Gil“ Grissom

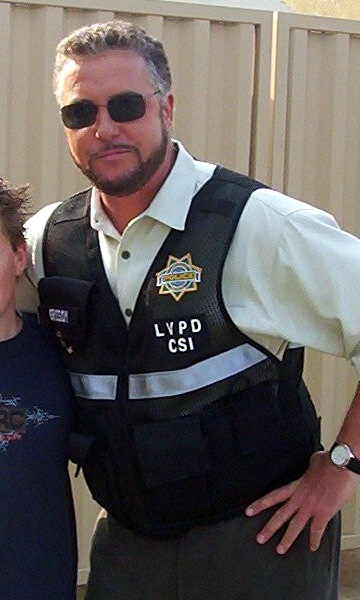
William Petersen als Gil Grissom

dargestellt von William Petersen
Von seinen Kollegen auch Gil genannt, ist der Chef der Nachtschicht beim Las Vegas Crime Lab. Er ist ein hervorragender Tatortermittler und leitet sein Team mit viel Engagement. In Gils Leben steht sein Job immer an erster Stelle. Obwohl er ein sehr sympathischer Mann ist und es sogar ein Teammitglied gibt, das in ihm mehr als nur einen Vorgesetzten sieht, kommt sein Privatleben meist zu kurz. Seine Mutter ist taub, weshalb er die Gebärdensprache beherrscht. Als er neun Jahre alt war, starb sein Vater, der nach der Arbeit auf dem Sofa einschlief und nicht mehr erwachte. Gil war der jüngste Coroner (Gerichtsmediziner) der Stadt Los Angeles. Er hat Biologie studiert und sein Hobby ist die Insektenkunde. Außerdem fährt er gerne Achterbahn und löst gerne Kreuzworträtsel. Er begann eine Beziehung mit Sara Sidle, wobei er zeitweise keinen Kontakt zu ihr hat, als sie das Team und Las Vegas verlässt. Davor jedoch machte er ihr in der 4. Folge der 8. Staffel einen Heiratsantrag, den sie mit einem Lächeln annahm. Dies dürfte für einige Zuschauer merkwürdig gewesen sein, da mehrmals darauf hingewiesen wurde, dass Sara kein Hochzeitsfan ist. In der 10. Folge der 9. Staffel stieg der Grissom-Darsteller William Petersen als Schauspieler aus, er blieb der Serie aber weiterhin als Executive Producer erhalten. Am Ende dieser Folge reiste er zu Sara in ein Forschungscamp in den Dschungel von Costa Rica. In der ersten Folge der 10. Staffel wird bekannt, dass er Sara geheiratet hat. In Folge 13 der 11. Staffel assistiert Grissom über Webcam in einem Fall. In Staffel 13 erzählt Sara dem Team, dass Grissom sich von ihr getrennt hat. Im Abschlussfilm hilft er dem Team bei einem Fall und kommt nach dessen Abschluss wieder mit Sara zusammen, mit der er auf seinem Boot davonfährt.

### Catherine Willows

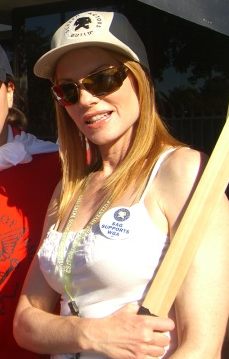
Marg Helgenberger als Catherine Willows

dargestellt von Marg Helgenberger
Ist nach Gil Grissom die Dienstälteste und sehnt sich nach einer leitenden Position beim CSI. Sie ist alleinerziehende Mutter. Ihr Ex-Mann kommt in der dritten Staffel gewaltsam ums Leben, doch ist es Catherine bis jetzt nicht möglich gewesen, den Täter zu überführen. Besonders ihre Tochter leidet sehr darunter, dass ihr eine Vaterfigur fehlt, was die Beziehung zwischen ihr und ihrer Mutter belastet. 
 Bevor Catherine beim CSI anfing, arbeitete sie als erotische Tänzerin in Las Vegas, um ihren Mann und ihre Tochter Lindsey zu ernähren. Catherine hat eine sehr gute Beziehung zu dem Casinoboss Sam Braun, der, wie sie in der 3. Staffel erfährt, ihr Vater ist. Sie versucht stets, Berufs- und Privatleben unter einen Hut zu bringen, was ihr nicht immer gelingt. Bei ihren Fällen hört sie häufig auf ihren Instinkt und nicht nur auf die Fakten, dies führt immer wieder zu Kontroversen mit Grissom. 
 Des Weiteren scheint sie ein wenig eifersüchtig, als sie von Warricks plötzlicher Hochzeit erfährt, nachdem es in einigen vorherigen Episoden zu Situationen zwischen den beiden gekommen war, die zu einem Näherkommen der beiden hätten führen können. Als Grissom das CSI verlässt, wird sie die neue Supervisorin der Nachtschicht. 
 Aufgrund der Umstände bzgl. Nate Haskells Tod und dem Weggang von Ray Langston wird sie wieder zu einer normalen CSI degradiert. Ihr Nachfolger als Supervisor und neuer Mitarbeiter im Labor wird D.B. Russell. 
 Catherine verlässt das CSI und wechselt in der zwölften Folge der 12. Staffel zum FBI, hat aber in der 14. Staffel in Folge 300 einen Gastauftritt, in dem sie dem Team hilft, einen 14 Jahre alten Fall aufzuklären. Im Abschlussfilm hilft sie dem Team bei einem weiteren Fall und kommt an dessen Ende wieder zum CSI nach Las Vegas, wo sie D.B. Russells Stelle übernimmt, da dieser nach Washington wechselt.

### Sara Sidle

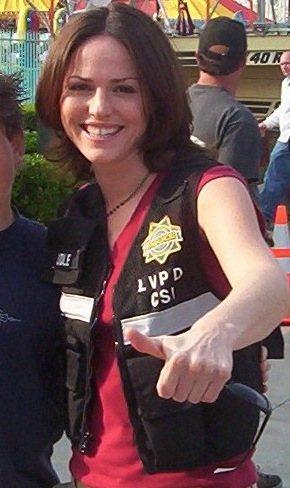
Jorja Fox als Sara Sidle

dargestellt von Jorja Fox
Ist eine alte Bekannte von Grissom, die er aus San Francisco herbittet, um das Team zu verstärken, nachdem Holly Gribbs ermordet worden ist. Sie stammt aus schwierigen Familienverhältnissen. Ihr Vater, ein Alkoholiker, misshandelte ihre Mutter, die ihn deshalb eines Tages erstach. Sara und ihr Bruder verbrachten daraufhin den Rest ihrer Jugend in Pflegeheimen. Dennoch schaffte Sara es, an der Harvard University abzuschließen. Sie ist sehr ehrgeizig und lebt, ähnlich wie Grissom, fast nur für ihren Job. Zu ihm fühlt sich Sara hingezogen und macht ihm auch konkrete Avancen, doch er blockt immer wieder ab. Er ist der einzige ihrer Kollegen, der weiß, welche Tragödie sich in ihrer Kindheit abgespielt hat. Während der Serie entwickelt sie ein beginnendes Alkoholproblem, weshalb Grissom ihr rät, eine Auszeit zu nehmen. Nach ihrer Rückkehr geht es ihr deutlich besser. Zu einem nicht bekannten Zeitpunkt begann Sara eine Beziehung mit Grissom. Nachdem sie entführt wurde, sind die psychischen Folgen so schwerwiegend, dass sie später das Team und Las Vegas verlässt. Nach dem Tod von Warrick Brown kehrt Sara vorübergehend nach Las Vegas und zu Grissom zurück, ohne aber formell wieder beim CSI-Team mitzuarbeiten. In der ersten Folge der 10. Staffel wird bekannt, dass sie Grissom geheiratet hat. Sie ist mittlerweile zum CSI zurückgekehrt. Ab Staffel 11 gehört sie wieder zu den Hauptmitgliedern des CSI. In Staffel 13 sind die Schwierigkeiten in ihrer Beziehung mit Grissom immer wieder Thema und in Folge 15 erfährt man von Sara, dass sich Grissom von ihr getrennt hat. Im Abschlussfilm kommt sie wieder mit Grissom zusammen und fährt mit ihm in seinem Boot davon.

### Nicholas „Nick“ Stokes
dargestellt von George Eads
Ist, wie seine Kollegen, ein passionierter Ermittler. Zu Beginn der Serie herrscht ein starkes Konkurrenzdenken zwischen ihm und Warrick, doch schnell werden die beiden zu besten Freunden. Nick stammt ursprünglich aus Texas, wo sein Vater, ein Richter, und seine Mutter, eine Anwältin, immer noch leben. Er ist das jüngste von sieben Kindern. Im Laufe der Serie gerät Nick wiederholt in traumatische Situationen, so wird er zum Beispiel in der zweiten Staffel von einem Stalker bedroht. Zudem wird er im Finale der fünften Staffel (der von Quentin Tarantino inszenierten Doppelfolge Grabesstille) entführt, lebendig begraben und im Laufe der Folge von Feuerameisen angegriffen. Auch in seiner Kindheit, im Alter von neun Jahren, hat er Belastendes erleben müssen, als er von seiner Babysitterin missbraucht wurde. Zu Beginn der zehnten Staffel wird er zum stellvertretenden Supervisor der Nachtschicht befördert, den Posten verliert er aufgrund von Ray Langstons Alleingang zu Beginn der 12. Staffel. Nachdem im Staffelfinale der 12. Staffel der Mörder von Warrick auftaucht, ist er dermaßen wütend, dass er beschließt das CSI zu verlassen, was er in der letzten Folge von Staffel 12 auch tut. Nachdem er zu Beginn der 13. Staffel betrunken aufgefunden wird und eine Schlägerei mit der Polizei beginnt, kehrt er in der ersten Folge der 13. Staffel zurück. Nick verlässt das CSI am Ende der 15. Staffel und wird Leiter des CSI in San Diego. Er tritt im Abschlussfilm nicht auf.

### Warrick Brown
dargestellt von Gary Dourdan
War ein engagierter Tatortermittler und der einzige im Team, der in Las Vegas geboren und aufgewachsen ist. Zu Beginn der Serie leidet er unter Spielsucht, wodurch er erpressbar wird. Als er einen Fall so manipulieren soll, dass ein schuldiger Vergewaltiger freikommt, wendet er sich an Grissom, der ihm hilft, dieses Problem ein für alle Mal zu bewältigen. Seit jenem Tag widersteht Warrick fast immer den Verlockungen des Glücksspiels. Da durch seine damalige Fahrlässigkeit eine Kollegin ermordet wurde (Holly Gribbs), hat er sich verändert und ist vorsichtiger geworden. Wenn ihn ein Fall sehr belastet und er kurz davor steht rückfällig zu werden, steht ihm sein Kollege und bester Freund Nick zur Seite und hält ihn davon ab, einen Fehler zu begehen. Zu Beginn der 6. Staffel heiratet er, überraschend und ohne es irgendjemandem zu erzählen, seine Freundin Tina, eine Krankenschwester. In der zweiten Episode der achten Staffel trennen sie sich, und in der ersten Episode der neunten Staffel findet das Team heraus, dass er Vater eines Sohnes geworden ist. Er wird in der letzten Folge der achten Staffel vom korrupten Undersheriff McKeen niedergeschossen und stirbt in der ersten Episode der neunten Staffel.

### James „Jim“ Brass
dargestellt von Paul Guilfoyle
Jim ist Captain beim Las Vegas Police Departement. Er kam 1988 nach Las Vegas, war vor seiner Zeit als Detective ebenfalls beim CSI tätig und nicht gerade erfreut, als er beim CSI aufhören musste, um zur Mordkommission zu wechseln. Er ist geschieden und hat eine Tochter, Ellie (Jersey), die allerdings auf die „schiefe Bahn“ geraten ist und in L.A. als Prostituierte arbeitet. Sie ist nicht seine leibliche Tochter, sondern entstammt einer Affäre seiner toten Exfrau, mit der er vor seiner Zeit in Vegas bei der Polizei in New Jersey arbeitete. Zu Beginn der Serie war er Supervisor der Nachtschicht. Nach dem Tod von Holly Gribbs wird er zur Mordkommission strafversetzt und Gil Grissom tritt seine Nachfolge an. Obwohl er seinen Posten beim CSI nicht mochte, ist er zu Beginn der Serie ungehalten gegenüber seiner Degradierung zum Detective.
Er ist seinen Kollegen und Freunden aus dem CSI absolut loyal und ist sogar bereit Beweise zu unterschlagen oder zurückzuhalten, um damit jemanden zu entlasten oder zu helfen. So lässt er zum Beispiel im Finale der 11. Staffel eigene Beweise verschwinden, um Ray Langston zu entlasten, der des Mordes verdächtigt wird.
Am Ende der 14. Staffel versucht seine Tochter sich umzubringen, daraufhin quittiert er seinen Dienst und verlässt die Serie, er hilft dem Team jedoch im Abschlussfilm bei einem Fall.

### Greg Sanders

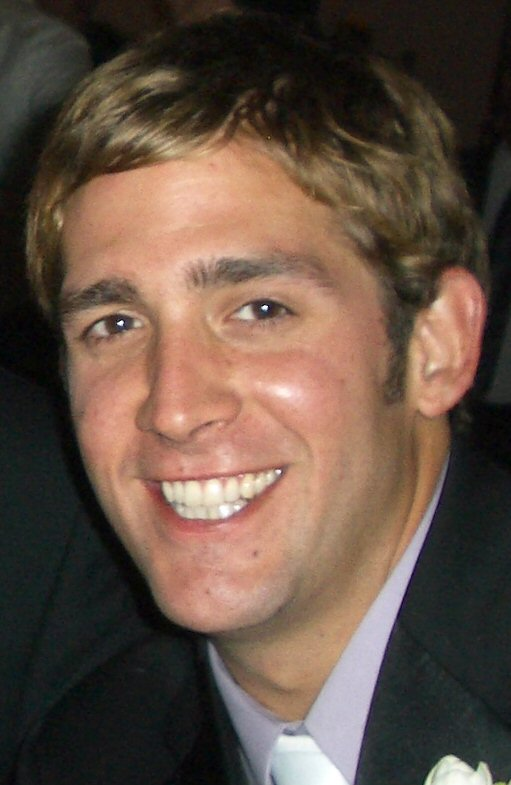
Eric Szmanda als Greg Sanders

dargestellt von Eric Szmanda
Ist für die DNA-Analysen im CSI-Labor zuständig und der etwas schräge Witzbold der Truppe. Er ist sehr stolz auf sein Heimatland Norwegen. Er wünscht sich nichts mehr, als aus dem Labor heraus in den Außendienst versetzt zu werden, was in der fünften Staffel passiert. Seit diesem Zeitpunkt gibt er sich deutlich seriöser, er trägt weniger ausgeflippte Kleidung und verhält sich auch sonst ruhiger. Er hat ein Diplom als Chemiker der Stanford University.

### Dr. Albert „Al“ Robbins
dargestellt von Robert David Hall
Ist der zuständige Gerichtsmediziner, der bei jedem Mord die Leiche untersucht. Er ist eine ganze Generation älter als die meisten und wird stets respektvoll behandelt und zum Team gezählt.

### David Hodges
dargestellt von Wallace Langham
Ist als Labortechniker, wie Greg, für die DNA-Analysen und andere Dinge verantwortlich. Er ist etwas exzentrisch und macht trotz allem einen guten Job. Im Laufe der 9. Staffel wird bekannt, dass er sich stark zu seiner Kollegin Wendy Simms hingezogen fühlt. Dazu ist er ein großer Fan der Science-Fiction-Serie Astro-Quest, welche sich an das Star-Trek-Universum anlehnt.

### David Phillips
dargestellt von David Berman
Ist der Gerichtsmediziner am Tatort und führt manchmal auch Autopsien durch, wenn Doc Robbins keine Zeit hat. Er wird in der 10. Staffelpremiere zum Hauptcharakter. Er ist verheiratet. In der 17. Folge der 13. Staffel wurde er Vater.

### Dr. Raymond Langston
dargestellt von Laurence Fishburne
Ist schon in der 9. Episode der 9. Staffel zu sehen. Er hält dabei ein Seminar über einen Serienmörder. Nachdem er am Ende der 10. Episode dann aber eingesehen hat, dass er nicht dafür geschaffen ist, Personen zu unterrichten, bietet ihm Grissom einen Job beim CSI an, da demnächst ein Platz frei würde. Als Grissom dann das CSI verlässt, kommt Langston als neues Mitglied ins Team. Er ist am Anfang ziemlich unerfahren und kann zum Beispiel einen Fingerabdruck nicht richtig sichern. Aber im Laufe der Staffel gelingt es ihm, sich besser in das Team zu integrieren. Sein beruflicher Werdegang ist bewegt. So war er zunächst Chirurg, bis ein Kollege in seinem Krankenhaus Patienten umbrachte und somit Sterbehilfe betrieb. Nachdem dieser verhaftet worden war, ließ Langston sich erst zum Pathologen, später zum Psychologen umschulen. Neben seiner Arbeit beim CSI hilft er ehrenamtlich weiterhin als Arzt in einer Notaufnahme. Er ist sehr engagiert und belegt selbst in seinem Urlaub noch Fortbildungskurse. Aus diesem Grund wird er bereits nach kurzer Zeit zum CSI Rang 2 befördert. Gegen Ende der 11. Staffel jagt er auf eigene Faust den Serienkiller Nate Haskell, den er anschließend tötet. Danach wird Langston von der Dienstaufsicht befragt, ob es sich um Mord oder Selbstverteidigung handelte. Er lässt diese Frage unbeantwortet und scheidet aus dem Dienst für das CSI-Team aus.

### Wendy Simms
dargestellt von Liz Vassey
Laborantin. Sie ist mit Hodges gut befreundet, der in sie verliebt ist. In der 2. Folge der 11. Staffel verlässt sie Las Vegas und somit auch das CSI. Sie geht nach Portland.

### Sofia Curtis
dargestellt von Louise Lombard
Tritt in der 5. Staffel das erste Mal in der Serie in Erscheinung, doch wird impliziert, dass sie schon seit längerer Zeit in der Tagschicht gearbeitet hat und dort Ecklies rechte Hand war. Dieser beauftragt sie mit einer erneuten Untersuchung einiger alter Fälle Grissoms. Als sie jedoch nicht wie erhofft eine Fahrlässigkeit finden kann, degradiert sie Ecklie unter einem Vorwand und sie bekommt nicht wie erwartet die Leitung der Tagschicht. Da sie mit ihrer Situation unzufrieden ist, wechselt sie am Anfang der 6. Staffel zur „wirklichen“ Polizei und ist dort momentan in der Mordkommission tätig.

### Riley Adams
dargestellt von Lauren Lee Smith
Sie kommt als Ersatz für Warrick Brown und Sara Sidle am Anfang der neunten Staffel zum Team. Anfangs muss sie noch darum kämpfen, ins Team integriert zu werden, da das Team noch um Warrick trauert. Sie selbst macht viele Witze und ist eher lustiger Natur. Ihre Eltern sind beide Psychologen. Zwischen Staffel 9 und 10 hatte sie beim CSI gekündigt und behauptete, dass Catherine unfähig sei, das Team zu führen. Dazu hatte sie Probleme mit der Arbeitsweise einiger ihrer Kollegen, darunter besonders Raymond Langston.

### D.B. Russell
dargestellt von Ted Danson
D.B. (Diebenkorn) Russell ist zu Beginn der 12. Staffel der neue Supervisor, nachdem Catherine Willows ihren Titel aufgrund von Ray Langstons Alleingang verloren hat. Mit seiner ruhigen, zugleich auch väterlichen Art ist er der Ruhepol im Team. Von seinem Charakter her ähnelt er Gil Grissom. Er ist verheiratet und hat Enkelkinder. Nach dem Ende von CSI: Vegas und dem Tod von Julie Finlay wechselt er nach Washington zur Cybercrime Division und tritt dort ab der 2. Staffel in CSI: Cyber auf.

### Morgan Brody
dargestellt von Elisabeth Harnois
Sie hilft dem Team in der 21. Folge der 11. Staffel dabei, Nate Haskell zu jagen. Nachdem dieser jedoch dann durch Ray Langston getötet worden war und sie dem CSI-Team die Beweise heimlich zukommen ließ, verlor sie ihren Job als Spurensicherin beim LAPD und kam zu Beginn der 12. Staffel nach Las Vegas. Ihr Vater ist Conrad Ecklie.

### Julie „Finn“ Finlay
dargestellt von Elisabeth Shue
Julie Finlay, genannt Finn, ist eine Tatortermittlerin seit Staffel 12. Sie folgte auf Catherine Willows, deren Darstellerin die Serie nach zwölf Jahren verlassen hatte. Finlay schreckt nicht davor zurück, Leuten die Wahrheit ungeschönt und direkt ins Gesicht zu sagen. Gemäß ihrer beruflichen Vorgeschichte hat sie bereits in Seattle für D.B. Russell gearbeitet, wo dieser sie schließlich entlassen hatte. Am Ende der 15. und letzten Staffel wird Finlay entführt, attackiert und leblos in einem Kofferraum aufgefunden. Sie hat durch den Angriff schwerwiegende Verletzungen erlitten und liegt danach im Koma. Im Abschlussfilm zur Staffel erwähnt D.B. Russell, dass Julie Finlay nicht mehr aus dem Koma erwachte und verstarb. In CSI Cyber #Krankenhausversagen #Patiententod wird Julie Finlay gezeigt als sie im Krankenhaus liegt. Das Krankenhaus wird gehackt und Patienten getötet durch manipulierte Geräte.  D.B. arbeitet zu dieser Zeit beim FBI in der Abteilung Cyber-Kriminalität und sieht sie im Krankenhaus.

## CSI: Miami

### Horatio Caine

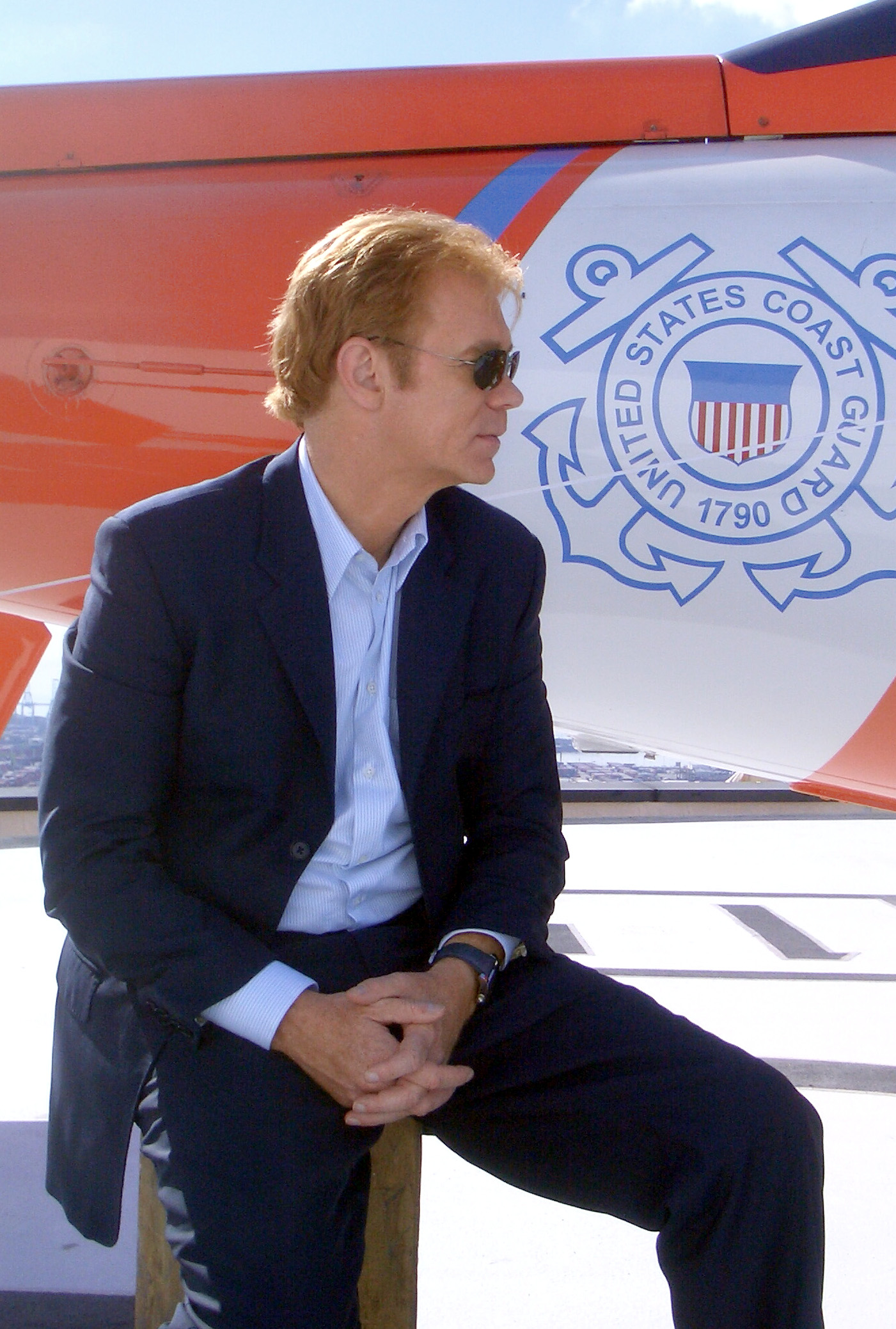
David Caruso bei den Dreharbeiten in Los Angeles

dargestellt von David Caruso
Horatio ist benannt nach dem Dichter Horatio Alger. Er ist ein Sprengstoffexperte und der Kopf der CSI-Abteilung des Miami-Dade Police Department. In der vierten Staffel wird bekannt, dass Horatio seit zehn Jahren in Miami arbeitet, vorher aber beim NYPD in New York tätig war und sich dann nach Miami versetzen ließ. Als er siebzehn war, entschied er sich für eine Laufbahn bei der Polizei. Zu dieser Zeit wurde seine Mutter von seinem Vater ermordet. Horatios vergeblichen Versuch, seine Mutter zu retten, hat wiederum sein Vater nicht überlebt. Deshalb macht 20 Jahre danach ein New Yorker Staatsanwalt wieder Jagd auf Horatio, als dieser Det. Mac Taylor bei einem Fall unterstützt (vgl. Episoden 4.07 und 4.08 sowie CSI: New York Episode 2.07). Horatio hatte eine schwierige Kindheit, da er von seinem Vater regelmäßig geschlagen wurde. Er wird von seinen Kollegen nur beim Vornamen genannt, von Eric im Englischen auch häufig nur bei seiner Initiale „H“.
Die Familie spielt für ihn eine wichtige Rolle, deshalb hat er sich bis zur Rückkehr seines Bruders um seine Schwägerin und Kollegin Yelina und um deren Sohn, seinen Neffen Raymond Caine jr., gekümmert. Horatio und Yelina waren früher ein Paar, bevor sie sich für seinen Bruder entschied. Horatios Bruder Raymond war als verdeckter Ermittler beim Drogendezernat tätig. Um das Vertrauen der Drogendealer zu gewinnen, nahm Ray selbst auch Drogen und wurde von ihnen abhängig. Horatio stemmt sich gegen diese Vorwürfe und versucht, den Ruf seines Bruders zu wahren. Er denkt (bis zum Ende der 2. Staffel), sein Bruder Raymond sei bei einem Polizeieinsatz ums Leben gekommen. Rays Tod wurde aber vom FBI inszeniert, um ihm weiterhin die Arbeit als verdeckter Ermittler zu ermöglichen. Am Ende der 3. Staffel trifft Horatio ihn schließlich wieder. Als Raymond in 5.01 tatsächlich umgebracht wird, findet ihn Horatio und Ray stirbt in seinen Armen.
Seine Markenzeichen sind seine roten Haare und eine Sonnenbrille, die er während einer Episode mehrmals ab- und wieder aufsetzt. Er trug in den ersten beiden Staffeln eine 9mm Beretta Cougar als Dienstwaffe, seit der 3. Staffel verwendet er eine SIG Sauer P229. Außerdem steht er oft seitwärts zu der Person, mit der er gerade spricht, stemmt die Hände in die Hüften und hält seinen Kopf schräg. Horatio besitzt viel Charme, trockenen Humor und kommt mit seinem Dackelblick gut bei den Frauen an. Er lässt sich durch fast nichts aus der Ruhe bringen und lässt keinen Verbrecher laufen, egal wie gut dieser staatlich geschützt ist. Zudem spricht er fließend Spanisch.
Durch die vermeintlichen Drogeneinkäufe von Eric Delko lernt er dessen Schwester Marisol kennen. Später verlieben sie sich und heiraten. Nach dem Mord an Marisol will Horatio Rache und fliegt zu Anfang der 5. Staffel mit Delko nach Brasilien, um Antonio Riaz, Marisols Mörder, zu töten. Dort trifft er Yelina wieder, sie erzählt ihm, dass sein Bruder Raymond im Drogenring von Riaz arbeitet. Als Horatio Ray findet, wurde dieser von Riaz allerdings bereits schwer verletzt. Horatio kann ihn nicht mehr retten, doch als Eric Riaz kurze Zeit später stellen kann und es zu einem Messerkampf kommt, schreitet Horatio ein und ersticht Riaz. Er erfährt außerdem, dass Ray jr. ebenfalls mit Riaz zusammenarbeitet, um seinen Vater zu retten, ohne etwas von dessen Tod zu wissen. Gemeinsam mit drei anderen Jungen wird Ray jr. als Drogenkurier in die USA gebracht. Dort kann Horatio ihn schließlich aufspüren und im letzten Augenblick retten. So hält er sowohl sein Rachegelübde als auch sein Versprechen Raymond gegenüber, auf dessen Sohn aufzupassen. In der Auftaktfolge der 6. Staffel erfährt Horatio, dass er selbst einen mittlerweile fast erwachsenen Sohn hat, der in mehreren Pflegefamilien aufgewachsen und auf die schiefe Bahn geraten ist.
Am Ende der letzten Episode der 6. Staffel wird auf Horatio ein Attentat verübt, der Zuschauer wird im Unklaren gelassen, ob Horatio überlebt oder nicht. In Folge 1 der 7. Staffel wird klar, dass das Attentat mit Hilfe von Ryan Wolfe vorgetäuscht war, um einen Waffenhändlerring zur Strecke zu bringen.
Während der neunten Staffel neigt Horatio immer mehr dazu, Verdächtige zu foltern bzw. härtere Verhörmethoden anzuwenden. In Staffel zehn unterlässt er es sogar, einem überführten Pädophilen zu helfen, nachdem er diesen angeschossen hatte. Er verstirbt letztlich, weil er sich nicht mehr halten konnte und abstürzte.
Im neunten Staffelfinale wird Horatio niedergeschossen, überlebt aber, wie in der 10. Staffelpremiere zu sehen ist.

### Calleigh Duquesne
dargestellt von Emily Procter
Sie ist die Ballistik-Spezialistin und kennt sich sehr gut mit Waffen aus. Während ihrer Zeit als Polizistin in New Orleans bekam sie den Spitznamen „Bullet Girl“. Ihr Vater ist ein Rechtsanwalt mit Alkoholproblemen, der schon oft versucht hat, vom Alkohol wegzukommen. Doch er erleidet immer wieder Rückfälle und bringt Calleigh damit in Schwierigkeiten. Sie hat viele Verehrer, unter anderem John Hagen (Staffel 2). Dieser bedroht sie im Finale der 3. Staffel mit seiner Waffe und erschießt sich kurze Zeit später auf dem Schießstand, direkt nachdem sie den Raum verlassen hatte. Daraufhin entscheidet sich Calleigh, vorerst nicht in der Ballistik zu arbeiten. Dennoch hat sie ein Problem mit den Menschen, die nun ihren Posten übernehmen, da diese ihrer Meinung nach nicht gründlich genug arbeiten. Dies ist auch der Grund, warum sie in der vierten Staffel in die Ballistik zurückkehrt. Anfang der 5. Staffel ist sie die Vertretung für Horatio, während dieser nach Rio fliegt. In der 6. Staffel wird Calleigh als Geisel genommen, nachdem ein ehemaliger Kollege eine Spott-Website über sie angelegt hat und damit Kriminelle auf ihre Spur gebracht hat, denen sie helfen soll einen Mord zu vertuschen. Sie und Eric entwickeln Gefühle füreinander, worauf sie heimlich eine Beziehung anfangen. Ende der 10. Staffel adoptiert sie zwei Kinder, Patty und Austin North.

### Eric „Delko“ Delektorsky
dargestellt von Adam Rodriguez
Er ist der Fingerabdruck- und Drogenspezialist. Außerdem ist er der beste Taucher im Team, da er, bevor er zum CSI kam, bei den Rettungstauchern gearbeitet hat. Er ist kubanischer und russischer Abstammung, seine Muttersprachen spricht er fließend. Sein bester Kumpel war Tim Speedle, weshalb er mit dessen Nachfolger Ryan Wolfe nicht so gut ausgekommen ist. Da Eric private Probleme hat, reagiert er nicht auf einen Einsatzbefehl und der anhaltende Streit zwischen ihm und Ryan eskaliert, jedoch können sich die beiden daraufhin wieder versöhnen. In der Folge 4.10 Kopfgeldjäger wird Eric vorläufig vom Dienst suspendiert, da er unter Verdacht gerät, Marihuana gekauft zu haben. Eric kann diese Vorwürfe nicht abstreiten und auch sein Urin-Test ist positiv. Allerdings erklärt Erics Schwester Marisol Horatio, sie habe auf Grund von großen Schmerzen, ausgelöst durch Leukämie, die Drogen zu sich genommen, und Eric habe nicht aktiv mitgeraucht, sondern nur neben ihr gesessen. Auf Grund mangelnder Beweise musste die Staatsanwältin ihre Anklage fallen lassen. Er fliegt Anfang der 5. Staffel mit Horatio nach Rio, um Antonio Riaz, den Mörder seiner Schwester, zur Strecke zu bringen. Er kann Riaz stellen und es kommt zu einem Messerkampf, Horatio rettet ihn und ersticht Riaz. In der 14. Folge der 5. Staffel Einer von uns wird Eric bei einem Schusswechsel schwer verletzt. Er überlebt aber, wie eine Folge später zu sehen ist. Seitdem hat er jedoch manchmal Konzentrationsschwierigkeiten, in einer Folge halluziniert er das Erscheinen von Tim Speedle. Er und Calleigh haben eine heimliche Beziehung. In der 25. Folge der 7. Staffel wird Eric während eines Schusswechsels zwischen den Russen von Calleigh angeschossen, als er seinem Vater half, den Russen zu entkommen. Nach seinem Unfall in der Finalfolge der 7. Staffel tritt er nur noch in 10 Episoden der 8. Staffel als Hauptdarsteller auf. In der 9. Staffel kehrte Eric zum Team zurück.

### Ryan Wolfe
dargestellt von Jonathan Togo
Er kommt für den im Dienst getöteten Speedle ins Team. Er erregte die Aufmerksamkeit von Horatio, als er noch als Streifenpolizist ein Verbrechen mit aufklärte. Er weiß, dass er Speedle nie ersetzen kann, versucht aber als Mitglied des CSI-Teams sein Bestes zu geben. Er fällt bei Delko in Ungnade, da dieser denkt, Wolfe würde versuchen, besser als Speedle zu sein. Er kann die Vorwürfe von Eric nicht verstehen, da es sich häufig nur um Missverständnisse handelt. Ryan sagt von sich selbst, er mache nur seine Arbeit, dafür aber gründlich. In der Folge 4.08 Wunschmörder wird Ryan während der Ermittlungen vom Geschoss einer Nagelpistole direkt neben dem rechten Auge verwundet. Eric, der für diese Ermittlungen vorgesehen war, jedoch nicht reagiert hat, findet ihn und bringt ihn ins Krankenhaus. Ryan erleidet keine Folgeschäden und versöhnt sich bei seiner Entlassung wieder mit Eric. In einer Folge der vierten Staffel ist zu hören, dass Ryan Wolfe als Maulwurf verdächtigt wird, was sich aber als falsch herausstellt. Später muss er mit dem eigentlichen Maulwurf, Natalia Boa Vista, zusammenarbeiten, was ihm gänzlich missfällt. In der fünften Staffel wird er aufgrund seiner Spielsucht vom Dienst suspendiert. Daraufhin arbeitet er als TV-Moderator. Als er merkt, dass die Sendung die Zuschauer gegen Unschuldige aufhetzt, kündigt er und arbeitet bis zu seiner Wiedereinstellung (Episode 6.06) auf einem Schießstand. Im Laufe der 7. Staffel wird Ryan von den Russen entführt und dazu gezwungen, gegen das Team zu arbeiten: Er muss Beweise für einen von den Russen beauftragten Mord beseitigen. Im Laufe der 8. Staffel erfährt man, dass Ryan Wolfe im Nebenberuf für eine Sicherheitsfirma als Security bei Feiern und Veranstaltungen arbeitet. Im Staffelfinale der 10. Staffel wird Ryan Wolfe eines Mordes verdächtigt, was aber nach kurzer Zeit widerlegt wird. In Staffel 4 wird außerdem erwähnt, dass Ryan ein Zwangsneurotiker ist.

### Francis „Frank“ Tripp
dargestellt von Rex Linn
Er ist ein unterstützender Kriminalbeamter des Miami-Dade Police Departments. Er versteht nicht viel von forensischer Wissenschaft, doch er hat großen Respekt vor der Arbeit des CSI und der damit verbundenen verbesserten Verbrechensaufklärung. Nachdem Yelina Salas mit ihrem Mann nach Brasilien auswandert, tritt er ab Staffel 4 immer häufiger auf, mit Beginn der fünften Staffel wird er in die Hauptbesetzung aufgenommen. In Folge 3.10 Kinder des Zorns gibt er einem Verdächtigen gegenüber an, geschieden zu sein. Außerdem hat er drei Kinder.

### Natalia Boa Vista
dargestellt von Eva LaRue
Sie stößt zu Beginn der vierten Staffel als neue Laborantin hinzu und beginnt eine Affäre mit Eric Delko. Sie wird am Ende der vierten Staffel als Maulwurf enttarnt und wird zu Beginn von Staffel 5 als Tatortermittlerin im Außendienst eingesetzt, wo sie unter anderem auch mit Ryan Wolfe zusammenarbeiten muss. In der fünften Staffel taucht ihr Ex-Mann plötzlich auf, was Natalia schwer belastet, da dieser sie während der Ehe körperlich misshandelt und verletzt hat. Als er jedoch ermordet wird, werden sowohl sie als auch Valera verdächtigt, der Mörder zu sein. Im 9. Staffelfinale wird Natalia im Kofferraum eines Autos eingesperrt und in einen See gefahren. Horatio kann sie retten, obwohl er angeschossen wurde.

### Dan Cooper
dargestellt von Brendan Fehr
Ist Labortechniker beim CSI und Computerexperte. Da er sich an privaten Dingen von Tim Speedle zu schaffen macht, fliegt er aus dem Labor (Staffel 6). Kurz darauf rächt er sich und manipuliert Beweise und bringt durch eine Website „Solve a crime with Calleigh“ seine frühere Kollegin Calleigh in schwere Probleme; bringt das gestohlene Beweismaterial aber reumütig ins Labor zurück, nachdem Eric ihn angegriffen hat.

### Walter Simmons
dargestellt von Omar Benson Miller
Er ist ein CSI von der Nachtschicht, der in Caines Team kommt. Walter ist Experte für Kunstdiebstähle. Er freundet sich schnell mit Jesse und Ryan an. Er verfügt über eine hohe mathematische Gabe und ist in der Lage in kurzer Zeit sehr komplexe Rechenaufgaben auszuführen. Mit der Zeit wird er auch sicherer im Umgang mit Waffen und den Anforderungen die Außeneinsätze an ihn stellen. Horatio hält große Stücke auf ihn.

### Megan Donner
dargestellt von Kim Delaney
Sie war ursprünglich die Leiterin des CSI in Miami. Nach dem Tod ihres Mannes nahm sie sich jedoch eigenmächtig einige Monate Urlaub und verliert so ihren Posten an Horatio. Wenige Monate nach ihrer Rückkehr ins Team kündigt sie den Dienst, da ihre Arbeit sie zu sehr an ihren toten Mann erinnere.

### Yelina Salas
dargestellt von Sofia Milos
Sie ist Horatios Schwägerin. Dieser half ihr mit der Erziehung ihres Sohnes Raymond Caine jr. Sie war mit Rick Stetler, einem Polizisten der Dienstaufsichtsbehörde, liiert, der neidisch auf Horatio ist, da dieser statt ihm selbst zum Lieutenant befördert wurde. Am Ende der 3. Staffel erfährt sie, dass ihr Mann Raymond Caine noch am Leben ist, und wandert mit ihm und ihrem gemeinsamen Sohn nach Brasilien aus, um beide zu schützen. In Brasilien wird ihr Mann getötet, ihr Sohn wird von Horatios Erzfeind Antonio Riaz (Mörder von Marisol und Ray) für dessen Drogengeschäfte missbraucht. Horatio und Eric fliegen gemeinsam nach Brasilien, um Riaz zu töten, und können Ray jr. schließlich aus den Fängen der Drogendealer befreien. Für Raymond Caine sr. kommt dagegen jede Hilfe zu spät und er stirbt in Horatios Armen. Erneut zeigt sich nach diesem Ereignis die enge Verbundenheit zwischen Horatio und Yelina. Sie und Ray jr. ziehen daraufhin zurück nach Miami. Yelina Salas hat in der ersten Folge der 5. Staffel sowie in der Folge Zu heiß eine Gastrolle. Außerdem hat sie in der 6. und 7. Staffel weiter Auftritte.

### Timothy „Tim“ „Speed“ Speedle
dargestellt von Rory Cochrane
Er war ein guter Freund von Eric. Er war ein Bücherwurm und sehr beliebt bei seinen Kollegen. Speed stirbt Anfang der 3. Staffel bei einem Schusswechsel. Es stellt sich heraus, dass er seine Waffe nicht richtig gepflegt hatte und diese dann versagte, obwohl er bei einem ähnlichen Vorfall das Gleiche schon einmal erlebt hatte und eigentlich daraus hätte lernen sollen, wie der Staatsanwalt meint.
Tim Speedle kehrt in Staffel 6, Folge 4, für eine Episode zu CSI: Miami zurück. In dieser Episode interagiert er mit Eric Delko, der an einer posttraumatischen Belastungsstörung leidet und infolge dieser den „Geist“ von Speedle sieht, der ihm bei der Lösung des aktuellen Falles hilft.

### Marisol „Delko“ Delektorsky Caine
dargestellt von Alana de la Garza
Sie ist die Schwester von Eric Delko. Sie leidet wegen ihrer Leukämie-Erkrankung an extremen Schmerzen, die sie nur durch das Rauchen von Marihuana verdrängt. Sie heiratet im Verlauf der 4. Staffel Horatio Caine und kommt kurz darauf bei einem Attentat ums Leben. Später taucht sie noch öfter in Rückblenden und Erinnerungsfetzen Horatios auf. Für die Auftaktfolge der 10. Staffel wurden noch einige bisher noch nicht vorhandene Szenen mit de la Garza gedreht, da Horatio im Fieberwahn eine Art Nahtoderfahrung macht und Marisol noch einmal wiedersieht.

### Dr. Alexx Woods
dargestellt von Khandi Alexander
Sie arbeitete in der Autopsie der CSI-Abteilung. Sie begann als Doktorin in New York, aber unter verschiedensten Umständen gelangte sie als Gerichtsmedizinerin nach Miami. Alexx hat eine ungewöhnliche Angewohnheit: Sie spricht mit den Toten, die auf ihrem Tisch liegen. Außerdem erscheint sie stets in heller Kleidung am blutverschmierten Tatort. Sie ist verheiratet und hat zwei Kinder. In der Episode Ihre letzte Leiche (6.19) ist ihr Sohn Hauptverdächtiger in einem Mordfall, dies lässt Alexx an ihrem Job und ihrer Freundschaft zu den anderen CSI-Teammitgliedern zweifeln. Schließlich entscheidet sich Alexx gegen das Team und verlässt dieses. Daraufhin arbeitet sie halbtags in der Notaufnahme eines Krankenhauses.

### Dr. Tara Price
dargestellt von Megalyn Echikunwoke
Sie ist die Gerichtsmedizinerin nach Alexx Woods; jedoch wird sie am Ende der 7. Staffel wegen Unterschlagung von Beweisen entlassen.

### Dr. Tom Loman
dargestellt von Christian Clemenson
Er ist seit der 8. Staffel der Gerichtsmediziner des Teams. Im Laufe der 8. Staffel erfährt man, dass er neben seiner Tätigkeit beim CSI auch noch an der Universität lehrt. Ebenso erfährt man im Laufe der 8. und 9. Staffel, dass er ein sehr großes Wissen über Tiere hat und an ihnen gezielt nach Beweisen suchen kann.

### Jesse Cardoza
dargestellt von Eddie Cibrian
Jesse gehörte 1997 zu Horatios Team. An dem Tag, an dem die Abteilung in CSI umbenannt wurde, ging Jesse nach Hollywood. Dort arbeitete er beim LAPD. 2009 kehrte er nach Miami für eine Staffel in Horatios Team zurück. Er verstarb infolge eines Anschlags auf das CSI-Labor in Episode 1 der 9. Staffel.

## CSI: NY

### MacCannah „Mac“ Llewellyn Taylor
dargestellt von Gary Sinise
Der Kopf des CSI-Teams von New York City wird von seinen Kollegen nur Mac gerufen. Ursprünglich kommt er aus Chicago. Sein zweiter Vorname Llewellyn stammt aus dem Walisischen und hat mit der Familie seiner Mutter zu tun (vgl. 8.18). Als Kind wird er Zeuge eines Mordes, der ihn 30 Jahre später wieder einholt (Folgen 4.01; 4.03; 4.09; 4.10). Damals war der große Bruder von Macs bestem Freund als Drogenkurier tätig und Mac und sein Freund halfen mit, ohne zu wissen, was sie da taten. Bei einem dieser gefährlichen Geschäfte gab es jedoch Komplikationen, bei denen der ältere Bruder zu Tode geprügelt wurde. Mac hätte damals die Chance gehabt, den Täter zu erschießen und den Jungen zu retten, konnte sich aber aus Angst nicht dazu überwinden, den Abzug zu drücken. Der jüngste Bruder war den älteren Jungen damals nachgeschlichen und hatte alles mit ansehen müssen. Er erachtet seitdem die Untätigkeit Macs als feige und macht ihn für den Tod seines Bruders verantwortlich. Deshalb terrorisiert er ihn nun eine Zeit lang nachts um 3:33 Uhr mit anonymen Anrufen, führt ihn nach Chicago zurück und tötet ihn schließlich beinahe.
Macs Vater stirbt an kleinzelligem Lungenkrebs (vgl. Folge 3.09 Verwechslungsopfer), kurz nach Macs ehrenhafter Entlassung aus dem Marine Corps. Einige Zeit später zieht dieser mit seiner Frau Claire (Jaime Ray Newman) nach New York, wo Claires Familie lebt. Claire arbeitet als Journalistin im WTC und kommt bei den Anschlägen des 11. September ums Leben. Ihre sterblichen Überreste werden jedoch nie identifiziert, weshalb es kein Grab gibt (vgl. Folge 3.15 Blutiges Labyrinth). Mac kommt über den Verlust Claires nicht hinweg und leidet seit jenem Tag unter schweren chronischen Schlafstörungen.
Mit Stella Bonasera verbindet ihn eine tiefe Freundschaft. Mac wird von seinem Team sehr geschätzt und ihm ist wichtig, dass er jedem Einzelnen bedingungslos vertrauen kann. Einmal beschreibt er seine Intentionen so: „Es gibt drei Dinge, die ich um jeden Preis schützen würde: die Ehre unseres Landes, die Sicherheit New Yorks und die Integrität dieses Labors“ (Folge 2.02 Kunstfehler). Damit begründet er die Entlassung von Det. Aiden Burn, welche im Begriff war, Beweise in einem Vergewaltigungsfall zu fälschen.
Mac ist ein leidenschaftlicher Musiker und spielt einmal wöchentlich in einer Jazzband den Bass (vgl. Folge 2x14 Mitten ins Herz). Der Schauspieler Gary Sinise selbst spielt tatsächlich in einer Band namens Lieutenant Dan Band den Bass.
In Staffel drei beginnt Mac eine Beziehung mit der Gerichtsmedizinerin Dr. Peyton Driscoll (Claire Forlani). In früheren Folgen wurden schon einige Male Verabredungen mit verschiedenen Frauen dargestellt, aber es blieb bisher stets bei diesem einen Date. Mac sagt von sich, dass er noch nicht wieder in der Lage gewesen sei, einen Schritt in diese Richtung zu tun, bis er Peyton traf. Nach Claires Tod ist sie also die erste Frau, auf die er sich wirklich einlässt. Doch obwohl sie sich wirklich zu lieben scheinen, entschließt sich Peyton nach einem gemeinsamen Urlaub in ihrer Heimatstadt London überraschend, nicht nach New York zurückzukehren, und schreibt Mac einen Abschiedsbrief (4.04 Stirb an einem anderen Tag). Tragische Umstände (ein mysteriöser Mord in 6.22 Das Fenster zum Hof) führen die beiden Liebenden einige Jahre später noch einmal zusammen.
In Folge 3.08 (Außerirdisch) lernt Mac Reed Garrett (Kyle Gallner) kennen. Bei diesem handelt es sich um Claires (mittlerweile 22-jährigen) Sohn. Claire war zu High-School-Tagen von ihrem damaligen Freund schwanger geworden und hatte das Kind zur Adoption freigegeben, um ihm ein besseres Leben zu ermöglichen. Sie hatte Mac von ihm erzählt und sich immer auf ein Treffen mit Reed gefreut. Nach Claires Tod hatte Mac diese Idee verworfen, doch als ihm Reed nun gegenübersteht, wächst er ihm sofort ans Herz. Mac war immer der Ansicht gewesen, sich mit der Familiengründung Zeit lassen zu können – eine Einstellung, die er durch Claires Tod zutiefst bereut. Deshalb klammert er sich nun an den Gedanken, mit Reed ihr Fleisch und Blut in seiner Nähe zu haben. Er fühlt sich für ihn verantwortlich und entwickelt Vatergefühle. Zwischen den beiden entsteht eine tiefe Freundschaft.
In Folge 5.23 („Schuld und Sühne“) wird er stolzer Patenonkel der kleinen Lucy (Tochter von Danny und Lindsay Messer).
Im Mai 2011 quittiert Mac seinen Dienst beim CSI, um im privaten Unternehmen Piper Laboratories gemeinsam mit anderen Wissenschaftlern an einem neuen Verfahren zur DNA-Extraktion zu arbeiten. Dies soll dabei helfen, weitere Opfer des 11. September zu identifizieren – Mac geht dennoch nicht davon aus, bei seiner Arbeit auch auf Claire zu stoßen. Daneben unterstützt er tatkräftig die Errichtung der Brooklyn Wall of Remembrance (übrigens wie auch Darsteller Gary Sinise) zum Gedenken an die Ersthelfer (engl. „first responders“) von 9/11. So gelingt es ihm, nach 10 langen Jahren endlich den Morgen des 11. September und damit den Tod Claires zu verarbeiten. Jo kann ihn daraufhin überreden, wieder zum CSI zurückzukehren.
Claire kommt am Ende der achten Staffel noch einmal ins Spiel, als Mac in einer Apotheke fast erschossen wird und danach im Koma eine Art Nahtoderfahrung macht, in der er auf Claire trifft und nacheinander auch mit seinen Freunden aus dem CSI-Team spricht. Der Name der Episode 8.18 heißt daher im Original Near Death.

### Stella Bonasera
dargestellt von Melina Kanakaredes
Sie lebt für ihren Job. Manche Kollegen bezeichnen sie als Statue of Liberty (deutsch: „Freiheitsstatue“) wegen ihrer starken Persönlichkeit, intensiven Ermittlungen und ihres hohen IQs. Sie ist halb-griechischer, halb-italienischer Abstammung und in Kinderheimen aufgewachsen. Stella spricht fließend Griechisch und weiß auch viel über die dortige Kultur und Geschichte. Zum Italienischen scheint sie weniger Kontakt zu haben, spricht und versteht die Sprache aber gut (z. B. in 2.20). Mit Mac verbindet sie eine enge Freundschaft. Sie weiß um seine Schlafstörungen und sorgt sich sehr um seine Gesundheit. Auch mit den anderen Teamkollegen ist sie gut befreundet und hilft ihnen wenn sie kann. In der zweiten Staffel hat sie einen festen Freund namens Frankie. Er scheint sehr aufmerksam, schickt ihr Blumen etc., doch nachdem er ihr eine Skulptur mit dem Namen „Aresanob“ (2.20) schenkt, entdeckt Stella eine Internetseite, auf der die beiden beim Sex zu sehen sind und macht Schluss. Dass passt Frankie gar nicht und er gelangt mit einem nachgemachten Schlüssel in ihre Wohnung. Er fesselt sie, nachdem sie die Polizei holen wollte. Stella gelingt es sich zu befreien, und sie erschießt Frankie in Notwehr (2.21). Alle machen sich Sorgen um ihren Zustand, was ihre enge Bindung zu den anderen CSIs verdeutlicht. Der nächste an ihr interessierte Mann (Staffel vier) hat ebenfalls nichts Gutes im Sinn. Es ist ein Bekannter von Mac aus Kindertagen, der über Stella an ihn herankommen und ihn töten will. Instinktiv scheint Stella etwas Derartiges zu spüren. Viele Dates hat sie auch zwei Jahre nach der Sache mit Frankie nicht. Doch zu der Zeit (4.16) bricht ein Feuer in ihrer neuen Wohnung aus. Es stellt sich heraus, dass es von zwei entführten Kindern gelegt wurde, „weil da die Polizei kommt“. Stella hat daraufhin starke Schuldgefühle, denn sie hatte nicht bemerkt, dass der entführte Junge schon zwei Jahre zuvor – kurz nach ihrem Einzug – versucht hatte, sie um Hilfe zu bitten. In Episode 6.01 hat sie einen One-Night-Stand mit Adam Ross, doch beide beschließen, es dabei zu belassen. Sie wird zwischen der sechsten und der siebten Staffel nach New Orleans versetzt, um das dortige CSI zu leiten, wovon der Zuschauer durch einen Brief an Lindsay erfährt. Ersetzt wird sie durch Josephine Danville (s. u.), die auch – wie vor ihr Stella – von Anfang an die Rolle der guten Freundin Macs einnimmt.

### Daniel „Danny“ Messer
dargestellt von Carmine Giovinazzo
Danny ist der komplizierteste Charakter des Teams. Aufgewachsen in Staten Island in einer Familie der italienischen Mafia hat er seine eigenen Ansichten von Ethik, irgendwo zwischen Gesetzeshütern und -brechern. Mac holte ihn persönlich ins Team, doch durch seine unzuverlässige Art fällt Danny bei ihm in Ungnade. Mit Flack verbindet ihn eine tiefe Freundschaft. Dieser ist anfangs der Einzige im Team, dem Danny vorbehaltlos vertraut. Danny war einmal angehender Baseball-Star, bei einer Rauferei in einer Bar wurde er jedoch verletzt und wechselte „direkt vom Trainingscamp zur Polizeischule“ des NYPD (vgl. Folge 1.22 „Seitenwechsel“). Am Anfang der dritten Staffel wird bekannt, dass er seine Kollegin Lindsay nur deshalb ab und zu ärgert, weil er in sie verliebt ist. Am Ende der dritten Staffel kommen sich Danny und Lindsay endlich näher und sind schließlich zusammen im Bett/am Billardtisch zu sehen. Seitdem sind die beiden ein Paar, doch durch den Tod des Nachbarsjungen Ruben kommt es zur Trennung. Denn Danny gibt sich die Schuld dafür und beginnt auch eine Affäre mit der Mutter des Jungen. Lindsay vernachlässigt er. Erst als sie ihm sagt, dass sie sich inzwischen in ihn verliebt hat, dieses Gefühl jedoch wieder loswerden muss, denkt Danny nach. Er beendet die Affäre und ruft Lindsay an. Anfang der fünften Staffel (5.09 „Autofriedhof“) wird bekannt, dass Lindsay schwanger ist. Als Danny ihr kurze Zeit später (5.10 „Verstrahlt“) einen Antrag macht, lehnt sie jedoch zuerst mit der Begründung ab, er wolle sie nur wegen des Kindes heiraten. In der Folge 5.17 („Der Anschlag“) gelingt es Danny nach einem ausführlichen Gespräch mit Mac schließlich, sie vom Gegenteil zu überzeugen, und die beiden heiraten. Stella und Mac sind die Trauzeugen. Ebenfalls in dieser Staffel kommt ihr gemeinsames Kind Lucy zur Welt und Mac wird Patenonkel. In der Episode 6.01 („Zersplittert“) wird er bei einer Schießerei verletzt und sitzt vorerst im Rollstuhl. Doch er setzt sich das Ziel, mit seiner Tochter auf ihrer Hochzeit zu tanzen, und beginnt mit eiserner Disziplin zu trainieren. So kann er sich schon einige Wochen später (6.04 „Das DNS-Phantom“) wieder ohne Rollstuhl bewegen. Eineinhalb Jahre später quittiert er seinen Dienst als Kriminologe, um beim NYPD Karriere zu machen. In der letzten Folge der siebten Staffel („Vermisst“) wird er zum Sergeant befördert, jedoch bereits ein halbes Jahr später (in Folge 8.04) landet er wieder beim CSI, nachdem ihn seine Schützlinge ans Messer liefern wollten, indem sie ihm eine Affäre mit einer Polizeianfängerin andichteten. Lindsay weiß, dass er sie nicht betrügt und steht zu ihm. In der neunten Staffel wird bekannt, dass Lindsay zum zweiten Mal ein Kind von ihm erwartet; dieses Mal einen Jungen.

### Dr. Sheldon Hawkes
dargestellt von Hill Harper
Der Gerichtsmediziner war ein Wunderkind, das das College mit 18 abschloss und mit 24 Chirurg wurde. Nachdem er zwei Patienten verloren hatte, wechselte er zur Forensischen Medizin mit der Begründung „Wenn Gott beim Tod das letzte Wort hat, kann ich noch was machen, wenn jemand vor seiner Zeit geht. Jedenfalls bilde ich mir das ein.“ (Folge 3.09 „Verwechslungsopfer“). Ab der zweiten Staffel arbeitet er jedoch im Außendienst. In Staffel 6 spekuliert er mit Geld und verliert dadurch sein gesamtes Vermögen. Kraft findet er in seiner freiwilligen Arbeit beim medizinischen Notdienst des Central Parks. Aufgrund seines verlorenen Vermögens verliert er ebenfalls seine Wohnung und zieht vorübergehend bei Mac Taylor ein, bis er schließlich ein neues, kleines Apartment findet. Seine Schwester, zu der er jahrelang kein gutes Verhältnis hatte, war drogenabhängig und wurde 1999 von ihrem damaligen Freund im Rausch getötet.

### Donald „Don“ Flack
dargestellt von Eddie Cahill
Er stellt das Bindeglied zwischen NYPD und der neuen Abteilung CSI dar. Er gehört zu der Sorte Polizisten, die keine Gnade mit den bösen Jungs haben. Mit seiner Art bewegt er sich stets am Limit. Zu seinen besonderen Merkmalen gehört sein Sarkasmus, mit dem er seinen Kollegen und vor allem jedem seiner Verdächtigen entgegentritt. Mit Danny Messer ist er befreundet und hat stets ein Ohr für dessen Probleme. Er hat eine ebenfalls in New York lebende Schwester, welche unter Alkohol- und Drogenproblemen leidet. Von seinen Großeltern hat er die gälische Sprache gelernt (Episode 5/19). In der letzten Folge der zweiten Staffel wird er bei einer Bombenexplosion schwer verletzt, trägt aber keine bleibenden Schäden davon. Flack hat zwischendurch eine Freundin, doch das scheint bald vergessen. Schließlich flirtet er mit der Kollegin Jess und kommt mit dieser auch zusammen. Als seine „Jess“ jedoch bei einem Schusswechsel getroffen wird und anschließend stirbt, stürzt er in eine tiefe Krise. Er verfällt dem Alkohol und erscheint nur noch unregelmäßig zum Dienst. Im Laufe der 6. Staffel versucht er sein Leben wieder zu ordnen.

### Lindsay Monroe Messer
dargestellt von Anna Belknap
Sie ist eine junge forensische Wissenschaftlerin, die früher beim CSI in Montana arbeitete und für Detective Aiden Burn (Vanessa Ferlito) ins Team kam. Da sie noch neu ist, scheint Mac sie zunächst als seinen Schützling zu sehen, was ihr eher missfällt. Doch aufgrund ihrer strengen Arbeitsmoral und ihrer seriösen Arbeitsweise fügt sie sich sehr gut ins Team ein. Bald findet sie unter ihren Kollegen auch richtige Freunde. Besonders fasziniert ist sie von ihrem Chef Mac. Auch mit Danny schließt sie schnell Freundschaft, verliebt sich in ihn und heiratet ihn in Staffel 5. Doch es umhüllt sie ein dunkles Geheimnis, das ihre wahre Motivation für den Umzug nach New York offenbart. In der dritten Staffel enthüllt sich dieses Geheimnis. Lindsay bekommt einen Anruf aus Bozeman (Montana). Sie soll dort als Zeugin in einem Mordfall aussagen. Als Teenager musste sie mit ansehen, wie drei ihrer Freundinnen und die Kellnerin eines Restaurants erschossen wurden. Lindsay war die einzige Überlebende und somit auch die einzige Zeugin. Nachdem sie beim ersten Mal ihre Aussage vor Gericht abbrechen musste, da es ihr zu viel wurde, konnte sie am nächsten Tag, durch Dannys Anwesenheit (er war spontan nach Montana geflogen), den Mörder zweifelsfrei identifizieren und somit hinter Gitter bringen. Lindsay ist sehr glücklich, dass er ihr gefolgt ist und sie wollen sich küssen, doch genau in dem Moment kommen Fotografen und der Kuss bleibt vorerst aus. In der letzten Folge der dritten Staffel verbringen die beiden einen Abend zusammen und schlafen auch miteinander. Am nächsten Tag übernimmt Danny ihre Schicht, während der er in große Schwierigkeiten gerät und verletzt wird (Episode 3.24 „Snow Day – Ausnahmezustand“). Dafür gibt sich Lindsay die Schuld, doch Danny beruhigt sie. In der vierten Staffel wird es sehr ruhig um die beiden, doch aus einem Interview erfährt man, dass sie noch glücklich zusammen sind. Dies ist auch an ihrer ständigen guten Laune zu bemerken. Doch Danny vergisst ihren Geburtstag und einige Tage später möchte Lindsay sich mit ihm zum Mittag verabreden, doch er versetzt sie. Eine Weile später fragt Danny, warum sie so ein Drama daraus mache. Dadurch ist Lindsay sauer und sagt ihm er solle sie nicht auf die Rolle einer klammernden Freundin reduzieren, und dass er sich seit dem Tod von Ruben sehr verändert habe. Sie gibt ihm zu verstehen, dass sie weiß wie er sich fühlt, doch er will nicht mit ihr reden. Daraufhin sagt sie ihm: „Ich bin nicht sauer auf dich, eher auf mich selbst, weil ich mich inzwischen in dich verliebt habe und jetzt kann ich sehen wie ich dieses Gefühl wieder loswerde...“ (leichte Abweichungen möglich) und lässt ihn stehen. Auch von Mac wird sie auf ihre Beziehung angesprochen, da eine Inspektorin bemerkt, dass sie unkonzentriert gearbeitet hat und sich von Danny hat ablenken lassen, als er versuchte mit ihr darüber zu reden. Er sagt ihr, dass, egal was zwischen ihnen läuft (oder auch nicht), ihre Arbeit nicht leiden dürfe, und sie sagt ihm, dass es wirklich dumm gewesen sei, mit einem Kollegen etwas anzufangen. Der Meinung scheint sie wirklich zu sein. Am Ende der vierten Staffel telefonieren Danny und Lindsay. Danny entschuldigt sich bei ihr und sagt ihr, dass er sie sehr vermisst. Sie sagt ihm, dass es schwer sei, ihn zu lieben, da ihre Arbeit darunter leidet, wie er sie behandelt und es ihr das Herz bricht. Doch in der fünften Staffel kommen sie wieder zusammen. Außerdem wird bekannt, dass sie von Danny schwanger ist. Zu dieser Zeit war auch die Darstellerin Anna Belknap schwanger und man hat diese Schwangerschaft so in die Serie mit einbauen können. Dennoch möchte sie das mit Danny nicht bereden, da sie ihn, wie sie sagt, kennen würde und nichts von ihm erwarte. Nachdem sie ihm einige Zeit aus dem Weg gegangen ist, erzählt sie es ihm trotzdem und zeigt ihm sogar eine Ultraschall-Aufnahme. Kurz darauf macht Danny ihr einen Heiratsantrag, doch den lehnt sie ab. Sie sagt ihm, dass das nicht der richtige Zeitpunkt sei und dass er das nur mache, da er wisse, dass sie schwanger ist. Als er ihr jedoch einige Zeit später erneut einen Antrag macht (direkt vor dem Standesamt), stimmt sie zu und sie gehen herein, wo bereits Mac und Stella mit Blumen und den Trauringen warten. Am Ende der fünften Staffel kommt schließlich ihre gemeinsame Tochter Lucy zur Welt. Adam erfährt es zuerst, denn ihre Fruchtblase platzt während der Arbeit. Sie sind sich einig, dass Mac der Patenonkel sein soll. Als die kleine Familie dann Ende der sechsten Staffel im Urlaub ist, folgt ihnen Shane Casey und bedroht Lucy, die er im Arm hält. Lindsay ist aufgewühlt, und zittert, denn sie hat eine Waffe in der Hand, aber Angst Lucy zu treffen, schafft es aber ihn zu erschießen. In der siebten Staffel wird sie dafür ausgezeichnet, doch sie ist betrübt und möchte die Auszeichnung nicht behalten. Dann bekommt sie jedoch einen Brief von Stella und redet auch mit Danny, der ihr die Medaille wiedergibt und ihr sagt, dass es nicht darauf ankommt, wen sie erschossen, sondern wen sie gerettet hat.
In der 9. Staffel gibt sie bekannt, erneut schwanger zu sein.

### Dr. Sid Hammerback
dargestellt von Robert Joy
Nachdem Sheldon Hawkes aus der Gerichtsmedizin zum Außendienst gewechselt ist, übernimmt Dr. Sid Hammerback die Gerichtsmedizin. Er liebt seinen Job über alles, schweift bei seinen Erzählungen oft ab. Er möchte sich am liebsten selbst einmal obduzieren. Er hat zwei Töchter. Nachdem er das Patent für ein von ihm entwickeltes orthopädisches Kissen angemeldet hat, verkauft er es für sage und schreibe 27 Millionen Dollar an eine japanische Firma, weiß mit diesem Vermögen aber im ersten Moment nichts anzufangen. Das endet darin, dass zum Ende der Folge 8.13 ein Flügel in der Gerichtsmedizin steht, auf dem Sid allerdings gar nicht spielen kann. In der 9. Staffel entpuppt er sich als der große Geldspender für einige New Yorker. Als Jo Danville dies herausfindet, begründet er seinen Entschluss sein ganzes Geld anderen zu geben damit, dass er Krebs habe und nicht wisse, wie lange er noch lebe. Er bittet Jo jedoch, dies geheim zu halten.

### Adam Ross
dargestellt von A. J. Buckley
Er ist einer der Laboranten des CSI NY. Er wirkt oft unsicher und ein bisschen desorientiert, leistet aber gute Arbeit. Er ist ein Genie in Sachen Technik. In Episode 6.01 hat er eine kurze Affäre mit Stella Bonasera. Es scheint als wäre er enttäuscht über die kurze Dauer der Affäre.
Man erfährt, dass Adam als Kind oft von seinem Vater verprügelt wurde, weshalb er sich auch gegenüber Autoritätspersonen wie Stella und Mac unsicher verhält und oft vom eigentlichen Thema abschweift. Außerdem leidet er unter Zwangsstörungen.

### Josephine „Jo“ Danville
dargestellt von Sela Ward
Sie ist eine erfahrene Profilerin aus Washington, D.C., die aus dem FBI ausgeschieden ist, weil ein Mitarbeiter ihres Teams Beweise vernichtet und ihr die Schuld gegeben wird und übernimmt die Stelle von Stella Bonasera. Sie hat einen Sohn, der auf ein College geht und eine adoptierte Tochter, die in einer Folge ihre leibliche Mutter sucht und man erfährt, dass diese im Gefängnis ist. Josephine fällt durch ihr starkes Einfühlungsvermögen für die Opfer auf. Erstmals ist sie in der ersten Folge der siebten Staffel zu sehen. Sie fügt sich sehr gut ein und macht sich bald ebenso Sorgen um Mac, wie Stella es zuvor tat.

### Aiden Burn
dargestellt von Vanessa Ferlito
Sie stammte aus Brooklyn und verstand es, sich anzupassen. Sie wurde von Mac in der zweiten Staffel gefeuert, weil sie das Siegel eines Dokumentes brach und damit die Glaubwürdigkeit des Teams in Frage stellte. Sie stimmte ihrer Entlassung zu, weil sie nicht versichern konnte, der Versuchung beim nächsten Mal widerstehen zu können. Mac hatte ihr allerdings versprochen, dass die Akte des Falls bis zur Aufklärung auf seinem Schreibtisch liegen bleiben würde. Sie ermittelte in einem Vergewaltigungsfall, der sich bereits zum zweiten Mal ereignete und spielte mit dem Gedanken, die Beweise zu fälschen, um den Täter nicht noch einmal davonkommen zu lassen. Nach ihrer Kündigung traf sie sich immer noch mit ihren ehemaligen Teamkollegen, vor allem mit Danny, der sich später sehr betroffen von ihrem Tod zeigte. Andere traf sie seltener, doch als Stella ihr einmal über den Weg lief, erzählte sie ihr, dass sie als Privatdetektivin und nebenher noch an einer weiteren Sache arbeite. Auch Stella macht sich später Vorwürfe. In der Folge Nahkampf wird ihre bis zur Unkenntlichkeit verbrannte Leiche gefunden. Es stellt sich heraus, dass ihr Mörder der von ihr verdächtigte Vergewaltiger war. Mac und sein Team können ihn endlich festnehmen. Danny erzählt – als alle auf ihr Gedenken anstoßen – dass sie ihn mehrmals hat abblitzen lassen, da sie ihn zwar süß fände, sie aber in einer anderen Liga spiele.

### Jessica Angell
dargestellt von Emmanuelle Vaugier
Detective Jessica Angell wird manchmal von Danny und Flack geärgert, was bei Don daran liegt, dass er sie mag. Sie ist eine Kollegin der beiden, die mit der Zeit häufiger auftritt. Auch mit dem Rest des Teams scheint sie gut klarzukommen. Als sie mit Don eine Observierung durchführt, stellt sie fest, dass er mit ihr flirtet. Bald werden die beiden ein Paar. Sie muss in einem Restaurant den Sohn eines Verdächtigen im Auge behalten. Währenddessen telefoniert sie mit Flack und bespricht mit ihm die Abendplanung. Es fallen Schüsse, ein Truck rast in das Restaurant, Flack fährt zum Unfallort und findet die stark blutende Angell. Er bringt sie sofort ins Krankenhaus. Sie verstirbt aber dort. Es dauert lange, bis er das überwindet.